# Nguyễn Phúc Miên Cư
Nguyễn Phúc Miên Cư (chữ Hán: 阮福綿𡨢; 16 tháng 10 năm 1829 – 6 tháng 4 năm 1854), tự là Trọng Trữ (仲貯), tước phong Quảng Trạch Quận công (廣澤郡公), là một hoàng tử con vua Minh Mạng nhà Nguyễn trong lịch sử Việt Nam.

## Tiểu sử
Hoàng tử Miên Cư sinh ngày 19 tháng 9 (âm lịch) năm Kỷ Sửu (1829), là con trai thứ 47 của vua Minh Mạng, mẹ là Ngũ giai Hòa tần Nguyễn Thị Khuê. Ông là người con thứ hai của bà Hòa tần. Ông lúc trẻ thông minh đĩnh ngộ kỳ lạ, mới 20 tuổi đã học các kinh sử đến cả sách Bách gia chư tử, đạo Phật, đạo Lão. Đàm luận giỏi, viện dẫn đều có căn cứ, lời thơ rất phong nhã, có tiếng về thơ nên Miên Cư được vua yêu mến, thường được khen ngợi.
Năm Minh Mạng thứ 21 (1840), ông được phong làm Quảng Trạch Quận công (廣澤郡公). Cũng trong năm đó, vua Minh Mạng cho đúc các con thú bằng vàng để ban thưởng cho các hoàng thân anh em, các hoàng tử công và hoàng tử chưa được phong tước. Quận công Miên Cư được ban cho một con sư tử bằng vàng nặng 5 lạng 8 đồng cân.
Năm Thiệu Trị thứ 2 (1842), tháng 2 (âm lịch), vua đến điện Hiếu Tư (nơi thờ vua cha Minh Mạng) làm lễ Ân tiến. Quận công Miên Cư lỡ đi phạm vào đường xe vua đi, bị phạt lương 1 năm.
Năm Tự Đức thứ 7 (1854), Giáp Dần, ngày 9 tháng 3 (âm lịch), quận công Miên Cư qua đời, hưởng dương 26 tuổi, thụy là Đoan Mẫn (端敏). Mộ của ông được táng tại Dương Xuân Thượng (nay thuộc địa phận của phường Thủy Xuân, Huế), còn phủ thờ dựng ở phường Phú Mỹ, Huế. Năm 1885, bài vị của ông được đưa về thờ ở đền Thân Huân.
Sử chép rằng lúc mới bị bệnh, quận công Miên Cư vẫn hay ngâm thơ, có câu rằng:
Sầu cực hốt sinh Y Lạc tưởng
Xuy sinh kỵ hạc ta thời nhân.
Dịch là:
Sầu lắm chợt mơ miền Y Lạc
Thổi tiêu cưỡi hạc biệt người đời.
Đến khi ông mất, người ta bảo câu thơ ấy là lời sấm báo trước. Ông có tập thơ Cống Thảo Viên do Tùng Thiện vương Miên Thẩm san khắc và đề tựa. Đại lược rằng: 
Đặt tên vườn là Cống Thảo, trộm theo điển trong sách Chu Lễ; mơ thấy bút sinh hoa, tự tác làm ra tập Hán Phiên. Nhưng mà: Trần Thư (Tào Thực) không được dùng, hoảng hốt mà thành bệnh sầu; Hoài Nam (tức Lưu Ôn) tư thương thân, hoặc nương tựa mà tìm người ẩn dật. Ghét kẻ gian tà trái thói đời, thường thấy trong bài thơ; cưỡi hạc thổi tiêu, thành câu thơ sấm. Vì là: dụng tâm quá khắc khổ, tinh thần có chỗ khó chịu, lo quá thành ốm, cho nên hưởng tuổi trời chẳng được lâu.

## Gia quyến

### Anh chị em
Ngoài quận công Miên Cư, bà Hòa tần còn hạ sinh thêm 9 người con khác, là:
- Em trai: Điện Quốc công Miên Tỉnh (1830 – 1870), hoàng tử thứ 52.
- Em trai: Tân An Quận công Miên Bảo (1835 – 1854), hoàng tử thứ 68.
- Em trai: Phù Cát Quận công Miên Thân (1837 – 1875), hoàng tử thứ 74.
- Chị gái: Xuân Vinh Công chúa Tường Tĩnh (1828 – 1875), hoàng nữ thứ 28.
- Em gái: Vĩnh Chân Công chúa Thục Tuệ (1832 – 1854), hoàng nữ thứ 39.
- Em gái: Nghĩa Đường Công chúa Tĩnh An (1833 – 1857), hoàng nữ thứ 42.
- Em gái: Xuân Vân Công chúa An Nhàn (1836 – 1854), hoàng nữ thứ 51.
- Em gái: Hoàng nữ Trinh Hoà (1838 – 1839), chết yểu, hoàng nữ thứ 55.
- Em gái: Hoàng nữ Tĩnh Trang (1840 – 1847), chết yểu, hoàng nữ thứ 60.

### Con cái
Quận công Miên Cư có 5 con trai và 6 con gái. Ông được ban cho bộ chữ Môn (門) để đặt tên cho các con cháu trong phòng. Con trai trưởng của ông là công tử Hồng Quản, con của người vợ thứ, tập phong làm Kỳ ngoại hầu (畿外侯), sau chết không có con nối, triều đình lấy con thứ 75 của Thọ Xuân vương Miên Định là công tử Hồng Tuyên quá kế phòng của ông.